# Radio Mosca
Radio Mosca (in russo Московское радио?, Moskovskoe radio, nota anche come; Radio Moskva, in russo Радио Москва?; Radio Moskvy, in russo Радио Москвы?; Servizio internazionale di Radio Mosca in russo Всемирная служба Московского радио?, Vsemirnaja služba Moskovskogo radio), è stata una stazione radiofonica internazionale sovietica che tra il 1929 e il 1993 trasmetteva in oltre 70 lingue del mondo, sostituita poi da La Voce della Russia e Sputnik. I trasmettitori radio erano situati in Unione Sovietica, nell'Europa orientale e a Cuba. 
Le trasmissioni ufficiali iniziarono il 29 ottobre 1929. Grazie a Radio Mosca, l'URSS fu il primo paese a lanciare ufficialmente delle trasmissioni radiofoniche in lingue straniere, tre anni prima dell'Imperial service della BBC (19 dicembre 1932). Inoltre, le trasmissioni olandesi furono avviate in altre lingue nel 1927, ispirandosi all'esperienza sovietica.

## Storia

### Istruzione e anni prebellici
Nel 1922, furono condotte le prime trasmissioni sperimentali a onde corte nel Regno Unito e in Unione Sovietica. Il regime sovietico utilizzò il trasmettitore RV-1 nell'oblast' di Mosca sin dall'inizio, mentre il centro di radiodiffusione a Leningrado avviò le sperimentazioni nel 1925. Ufficialmente, il Settore delle trasmissioni per i lavoratori stranieri in URSS (in russo Сектора передач для иностранных рабочих в СССР?, Sektora peredač dlja inostrannych rabočich v SSSR) iniziò ad essere trasmesso dalla stazione radio del Consiglio centrale dei sindacati di tutta l'Unione con il primo programma in tedesco. Il 7 novembre, iniziarono le trasmissioni in francese e verso la fine dell'anno anche in inglese.
Le trasmissioni avvenivano due o tre volte alla settimana con una durata totale non superiore a tre ore. Dal 1930, le trasmissioni in lingue straniere iniziarono ad essere quotidiane. Nel 1933, Radio Mosca trasmetteva in otto lingue del mondo e 13 nel 1939. Tra le lingue utilizzate vi erano l'inglese, il tedesco, il francese, l'italiano, l'indonesiano e l'arabo, e la radio trasmetteva su onde medie e corte. Ai microfoni di Radio Mosca parlarono i rappresentanti di tutti i principali partiti europei comunisti o di sinistra nonché i leader del Comintern. La trasmissione riferiva i risultati dei piani quinquennali e delle trasformazioni socialiste nell'URSS, le tesi sulla politica estera sovietica e delle critiche al fascismo e al nazismo.

### Seconda guerra mondiale
Durante la guerra sovietico-finlandese, Moskovskoe Radio attuò i jamming contro le stazioni radio finlandesi: nel 1939 le trasmissioni furono interrotte dal servizio finlandese, il cui annunciatore chiese il rovesciamento del governo capitalista della Finlandia. Questo evento divenne noto nel 2006 durante la celebrazione dell'80º anniversario della radio finlandese, quando la Voce della Russia pubblicò alcuni materiali unici.
La mattina del 22 giugno 1941, il conduttore radiofonico Jurij Borisovič Levitan annunciò l'invasione del territorio sovietico da parte delle truppe tedesche e l'inizio della Grande Guerra Patriottica:
Говорит Москва! Заявление советского правительства. Граждане и гражданки Советского Союза. Сегодня, 22 июня, в 4 часа утра, без объявления войны, германские войска напали на нашу страну, атаковали наши границы во многих местах и подвергли бомбардировке города: Житомир, Киев, Севастополь, Каунас и другие.»
Parla Mosca! Dichiarazione del governo sovietico. Cittadini e cittadini dell'Unione Sovietica, oggi 22 giugno, alle 4 del mattino, senza dichiarare guerra, le truppe tedesche hanno attaccato il nostro paese, hanno attaccato i nostri confini in molti luoghi e hanno bombardato le città di: Žitomir, Kiev, Sebastopoli, Kaunas e altre.»
Radio Mosca riuscì a continuare le trasmissioni durante la Grande Guerra Patriottica e la guerra sovietico-giapponese del 1945 grazie a trasmettitori molto potenti.
Alla fine del 1941, trasmetteva in 21 lingue e successivamente in 25. Moskovskoe Radio fornì un supporto informativo ai paesi della coalizione anti-hitleriana e al movimento di resistenza, riferendo sulla situazione del fronte nonché sulle attività della resistenza in altri paesi. Nel 1941-1945, furono avviate le trasmissioni in turco, greco, persiano, norvegese e in altre lingue, coprendo non solo l'intera Europa, ma anche l'India, il Medio oriente, la Cina, il Giappone e gli Stati Uniti occidentali. I materiali radiofonici servirono da supporto morale per i partigiani slovacchi e jugoslavi. 
La stazione fu bloccata in Germania e in Italia: negli anni trenta, l'ordine di silenziare Radio Mosca fu dato personalmente da Benito Mussolini, mentre fu bloccata nel Terzo Reich, anche se la radio ufficiale nazista Weltrundfunksender non prese realmente misure di ritorsione tramite la creazione del proprio servizio in russo, e nel 1943 la Radio di Mosca rilasciò la dichiarazione in diretta del prigioniero feldmaresciallo Friedrich Paulus, che si unì al comitato nazionale per una Germania libera. Alla fine della guerra, le trasmissioni furono trasmesse in 29 lingue con un volume medio giornaliero di 60 ore.

### Anni cinquanta e settanta

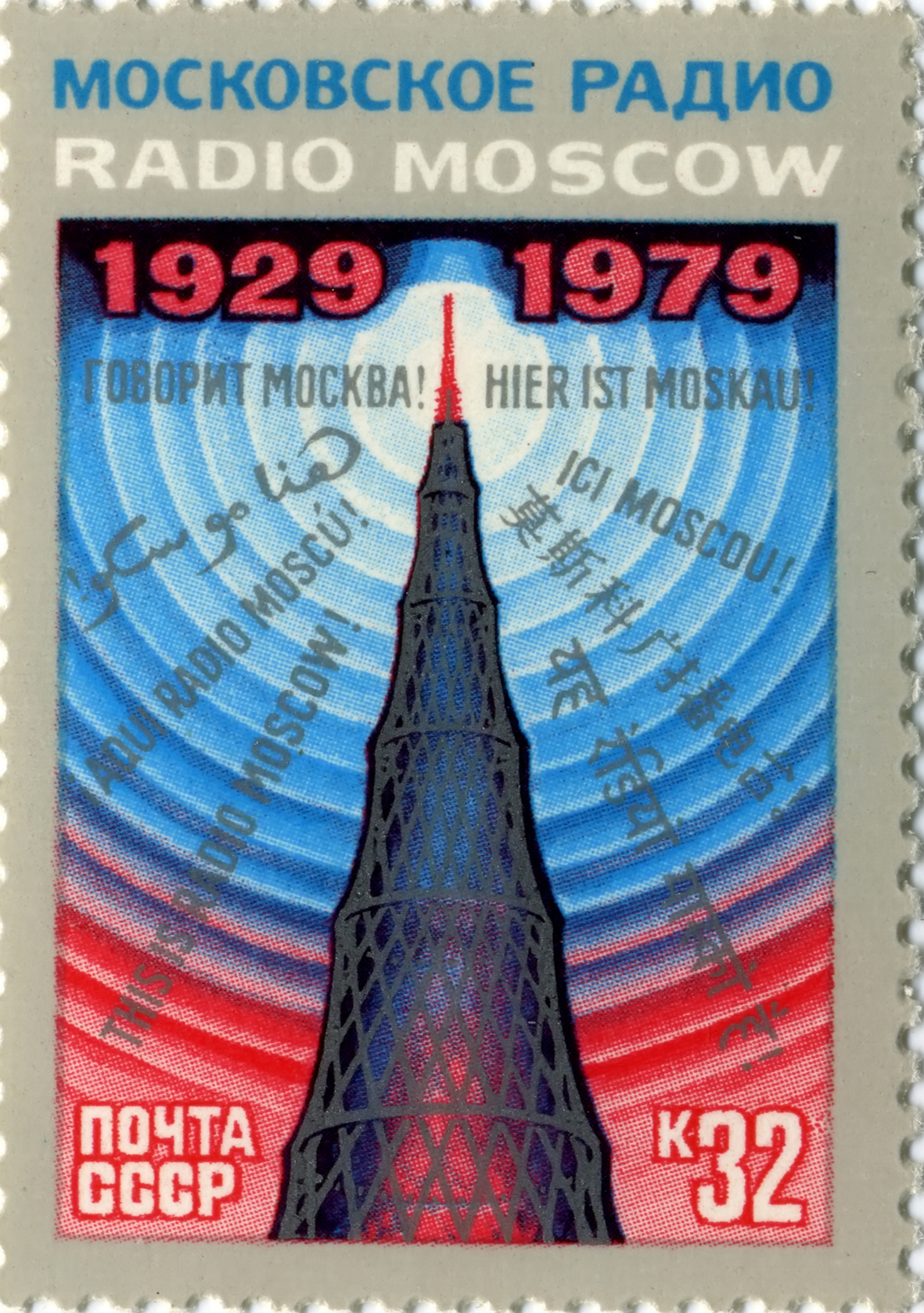
Francobollo del 1979 dedicato ai 50 anni dalla nascita di Radio Mosca.

Nel 1947, l'URSS iniziò ad eseguire il jamming delle" voci nemiche" (Vražeskie golosa) che trasmettevano in russo e nelle lingue delle nazionalità dell'URSS in Europa occidentale. Furono bandite anche Voice of America, Radio Free Europe, Deutsche Welle e molte altre stazioni radiofoniche trasmesse nelle lingue dell'Europa orientale. Parallelamente, il governo iniziò a rafforzare la diffusione di Radio Mosca e, all'inizio degli anni ottanta, trasmetteva in 75 lingue: Voice of America nel 1985 era in 42 lingue mentre il BBC World Service non superava le 38 lingue. Particolarmente ricca è stata la diffusione di Radio Mosca in India: oltre all'inglese e all'hindi, i programmi venivano trasmessi anche in altre lingue dell'India. Venne inoltre rivolta una particolare attenzione ai programmi per i paesi dell'Africa, dell'Asia e dell'America Latina: per aiutare gli stati di queste aree del mondo, dove i comunisti e socialisti avevano un ruolo importante, Moskvoskoe Radio iniziò a trasmettere nelle lingue native di quei paesi.
La radiodiffusione negli Stati Uniti venne ampliata negli anni cinquanta grazie ai radiotrasmettitori di Mosca e, successivamente, quelli di Vladivostok e Magadan permisero di raggiungere gli Stati Uniti nord-occidentali e il Canada. Dagli anni cinquanta, le trasmissioni in inglese e francese venivano trasmesse in Africa e dal 1961 in swahili, amarico e hausa. I radioascoltatori africani poterono presto usufruire il servizio di Radio Mosca in altre otto lingua. Dall'agosto del 1963, iniziarono ad essere trasmessi periodici comunicati stampa: durante la guerra fredda, la maggior parte delle notizie riguardava i rapporti tra l'Unione Sovietica e gli Stati Uniti. Negli anni settanta, iniziò la messa in onda della rivista radiofonica News and Views, con la diretta curata da Viktor Glazunov, Leonid Rassadin, Jurij Šalygin, Aleksandr Kušnir, Jurij Solton e Vladislav Černucha. News and Views divenne in seguito il principale programma informativo e analitico della stazione radio moscovita. 
Radio Mosca trasmetteva programmi sulla scienza e la tecnologia sovietica, notizie culturali, dibattiti sugli eventi più importanti avvenuti in Unione Sovietica e all'estero; vi erano programmi per studenti e giovani, così come per tutti gli studenti di russo. I relatori parlavano anche della politica estera dell'URSS, dell'approfondimento della tensione internazionale e delle azioni sovietiche in cooperazione con gli Stati Uniti e i paesi occidentali. Durante il XXV Congresso del PCUS organizzato nel Palazzo dei congressi del Cremlino, furono trasmesse in diretta l'apertura e la riunione finale del forum del Partito Comunista Sovietico in inglese e francese, e fu trasmessa una traduzione simultanea del rapporto del Segretario Generale del PCUS Leonid Brežnev illustrato al congresso.
Non si ebbe alcun blocco di Radio Mosca da parte del blocco occidentale o paesi con rapporti difficili con l'URSS: esempi rari sono stati i blocchi di programmi in spagnolo (durante il regime franchista) e in cinese (durante la Cina di Mao Zedong). Tuttavia, Radio Mosca non è stata mai trasmessa interamente in russo fino al 1988, poiché tale ruolo veniva svolto dalla stazione radio Rodina con una trasmissione al giorno.

### Anni settanta e ottanta
Dalla fine degli anni settanta, il servizio in lingua inglese divenne noto come Moscow Radio World Service. e iniziò a trasmettere 24 ore su 24. Nel 1980, iniziarono le trasmissioni dall'Avana verso i Caraibi e la Florida sulle frequenze delle onde medie di 600 kHz e 1040 kHz. La differenza tra i giornalisti occidentali di Radio Mosca e i loro colleghi sovietici era che spesso coinvolgevano specialisti locali al fine di trasmettere al pubblico le informazioni e le idee nel modo più chiaro possibile.
La potenza della rete a onde corte della Radio Mosca era molto grande ma il tempo di trasmissione era in costante cambiamento. Programmi come Listeners' Request Club di Vasilij Strel'nikov e Moscow Mailbag di Joe Adamov, dove si rispondeva in diretta alle domande del pubblico sull'Unione Sovietica, si distinsero per l'eccellente conoscenza della lingua inglese e il senso dell'umorismo. Ciononostante, a Mosca furono condotte raramente delle trasmissioni in diretta e il materiale era già registrato, in modo da seguire l'interpretazione ufficiale degli eventi. Alla redazione di questi programmi arrivavano lettere di ascoltatori provenienti da tutto il mondo.

### 1990-1993
Nel 1990, furono sciolte la direzione principale di radiodiffusione verso l'estero e i principali uffici editoriali tematici di radiodiffusione verso l'estero, venendo sostituiti dall'Associazione d'informazione e produzione (ITPO Astra) della Gosteleradio, in seguito riorganizzata nella "Compagnia radiotelevisiva di stato di tutta l'Unione" (Vsesojuznaja gosudarstvennaja teleradiokompanija). Dopo la liquidazione di quest'ultima società il 27 dicembre 1991, la ITPO Astra fu anch'essa liquidata nell'ambito della società radiotelevisiva statale Ostankino della neonata Federazione Russa, venendo sostituita dall'Associazione di produzione creativa Meždunarodnoe moskovskoe radio (TPO Meždunarodnoe moskovskoe radio). Nel giugno 1992, la direzione della RGTRK Ostankino iniziò a discutere riguardo alla riduzione totale delle trasmissioni, ma tra il 1992 e il 1993 la MMR è stata co-fondatrice di diverse stazioni radio VHF: Otkrytoe Radio, Radio Alef, Radiostancija Nadežda e Radio Nostal'ži. Nel 1993, la TPO MMR è stata liquidata e sulla sua base è stata creata la società radiofonica statale russa La Voce della Russia.

## Lingue
Nel 1931, le trasmissioni furono effettuate in otto lingue: inglese, francese, tedesco, ceco, ungherese, italiano, spagnolo e svedese.
Negli anni settanta, il numero aumentò a 64 lingue diverse: 
- Inglese (a livello mondiale e per servizi locali), francese (Europa e Africa), portoghese e spagnolo (Europa e America Latina), arabo (Nord Africa e Medio Oriente)
- 19 lingue europee: albanese, bulgaro, catalano, ceco, danese, olandese, finlandese, tedesco, greco, ungherese, italiano, macedone, norvegese, polacco, rumeno, serbo-croato, slovacco, sloveno, svedese
- 11 lingue africane: amarico, bambara, fula, hausa, lingala, malgascio, norddebele settentrionale, shona, somalo, swahili, zulu .
- 28 lingue asiatiche: assamese, bengalese, birmano, cambogiano, cinese, dari, gujarātī, hindī, indonesiano, giapponese, kannaḍa, coreano, lao, malayālaṃ, marathi, mongolo, nepalese, oriyā, persiano, panjābī, pashto, singalese, tamil, telugu, thailandese, turco, urdu, vietnamita
- America Latina: lingue quechua.

Dal 1989 furono avviate trasmissioni in russo, malese e tagalog. Il numero più alto è stato di 77 lingue in 160 paesi.

## Direttori
I presidenti della radiodiffusione centrale verso l'estero del Gosteleradio sono stati: 
- Aleksandr Evstaf'ev (1974-1987)[16]
- Aleksandr Plevako (1989-1991)[17]
- Armen Oganesjan (1991-1993)[18]

I direttori della direzione principale dei programmi di radiodiffusione centrale per i paesi stranieri sono stati: 
- Valentin Dvinin (1970-1972, 1977-1988)[19]
- Eduard Sorokin

## Struttura
- Direzione principale dei programmi
- Redazione principale delle informazioni
- Redazione principale della propaganda della politica estera
- Redazione principale della radiodiffusione negli stati socialisti
- Redazione principale della radiodiffusione negli stati dell'Europa occidentale
- Redazione principale della radiodiffusione negli USA e in Inghilterra
- Redazione principale della radiodiffusione negli stati dell'America latina
- Redazione principale della radiodiffusione negli stati dell'Africa
- Redazione principale della radiodiffusione negli stati del vicino e medio oriente
- Redazione principale della radiodiffusione negli stati del sud-est asiatico e dell'estremo oriente
- Redazione principale della radiodiffusione in Cina[20]
- Redazione principale della trasmissione mondiale in lingua inglese (dal 1978)
- Redazione principale della trasmissione in lingua russa (dal 1 gennaio 1989)
- Redazione principale di "Mir i progress", dal novembre del 1964 al 1991 per la preparazione di trasmissioni in arabo, cinese, inglese, francese, tedesco, mongolo, portoghese e spagnolo, azero, creolo, guaranì, ebraico e yiddish. A differenza di altre principali edizioni tematiche della radiodiffusione centrale verso l'estero, i suoi fondatori erano il Comitato sovietico per la pace, il Comitato sovietico per la solidarietà dei paesi dell'Asia e dell'Africa, i comitati delle donne e le organizzazioni giovanili sovietiche dell'URSS, l'Unione delle Società per l'amicizia e le relazioni culturali con i paesi stranieri e l'Unione dei giornalisti e scrittori dell'URSS, l'agenzia di stampa Novosti, nonché numerose altre associazioni statali.

## Presentatori importanti
- Argentina Luis Chekini, primo speaker spagnolo dal 1932[6]
- Bulgaria Georgi Dimitrov[7]
- -  RDT e RFT Wilhelm Pieck
- Spagna - Dolores Ibárruri
- Italia - Palmiro Togliatti
- Cina - Deng Ying Chao, moglie del Primo Ministro Zhou Enlai
- Unione Sovietica - Vasilij Strel'nikov, Joe Adamov e Igor Kašmadze
- Francia - Maurice Thorez
- Cecoslovacchia - Klement Gottwald

## Comitati delle repubbliche
All'interno dell'Unione Sovietica erano attivi 10 comitati radiofonici repubblicani con servizi di radiodiffusione verso l'estero: 
- RSS Estone - Tallinskoe radio: estone, finlandese, svedese;
- RSS Lettone - Rižskoe radio: lettone, svedese
- RSS Lituana - Vil’njusskoe radio: inglese, lituano
- RSS Bielorussa - Minskoe radio: bielorusso, tedesco, polacco (dal 1988)
- RSS Ucraina - Kievskoe radio: inglese, tedesco, ucraino
- RSS Georgiana - Tbilisskoe radio: abcaso, georgiano
- RSS Armena - Erevanskoe radio: arabo, armeno, inglese, francese, curdo, spagnolo;
- RSS Azera - Bakinskoe radio: arabo, azero, persiano, turco;
- RSS Uzbeka - Taškentskoe radio: arabo, dari, inglese, hindi, persiano, urdu, uzbeko
- RSS Tagika - Dušanbinskoe radio: dari, farsi, tagiko